# Bałdan Cyżypow
Bałdan Miżytdorżyjewicz Cyżypow (ros. Балдан Мижитдоржиевич Цыжипов ;ur. 30 maja 1990) – rosyjski zapaśnik walczący w stylu wolnym. Brązowy medalista mistrzostw Europy w 2020. Trzeci na mistrzostwach Rosji w 2016 roku.